# Пепино ди Капри
Пепино ди Капри (на италиански: Peppino di Capri) е италиански певец и пианист.
Започва да пее и свири на пиано на 4-годишна възраст. Записва първата си песен през 1958 година, която става хит, след което веднага тръгва на турне. Повлиян е предимно от рокендрол, туист и италианска популярна музика. Два пъти печели първо място на фестивала Сан Ремо – през 1973 и 1976 година, а участва общо 15 пъти. Едни от най-големите му хитове са „Torna piccina“, „Roberta“, „Melancolía“, „Freva“, „L'ultimo romantico“, „Un grande amore e niente piú“.